# Soblahov
Soblahov je naseljeno mjesto u okrugu Trenčín u  Trenčínskom kraju u Slovačkoj.

## Stanovništvo
| Godina:     | 1994. | 2004.   | 2014.    | 2024.   |
| ----------- | ----- | ------- | -------- | ------- |
| Broj ljudi: | 1872  | 1957    | 2240     | 2391    |
| Razlika:    |       | +4,54 % | +14,46 % | +6,74 % |

| Godina:     | 2023. | 2024.   |
| ----------- | ----- | ------- |
| Broj ljudi: | 2388  | 2391    |
| Razlika:    |       | +0,12 % |

Prema podacima o broju stanovnika iz 2024. godine naselje je imalo 2391 stanovnika.

## Vanjske poveznice
|  | Zajednički poslužitelj ima još gradiva o temi Soblahov |

- Službena stranica naselja (sl.)